# 桐岡さつき

桐岡 さつき（きりおか さつき、1969年2月16日 - ）は、日本のAV女優。

## 略歴・人物
2010年にデビュー。ショートカットでパイパン、スレンダー体型の熟女系AV女優。所属事務所はバンビプロモーション。
趣味:買い物。
2012年2月14日、スカイパーフェクTV!の「スカパー!アダルト放送大賞」においてライブドア賞を受賞。
2012年12月1日発売の『桐岡さつき、AV引退! 〜私が最後に、本当にしたかったエロス…「凌辱して!子宮の奥まで膣内射精して!そして私を壊して!!」〜』をもって引退。
2014年にAVに復帰し、2015年に再び引退。
2025年2月にマドンナのレーベル「MONROE」の専属女優として10年振りにAV復帰。

## 作品

### アダルトビデオ
- 刹那的背徳旅行 人妻失格 #17 （4月16日、ゴーゴーズ） ※「小百合」名義
- 近親相姦 妻の姉 （6月30日、ドリームステージエンタテインメント）共演:倉木さゆり
- 綺麗でいやらしい叔母さんのお尻に誘われ教育された僕 （7月3日、ルビー）
- 熟女AVデビュー （7月19日、エマニエル）
- 再婚した母 〜夫の連れ子と禁断の相姦〜 （7月25日、マドンナ）
- 初脱ぎ熟女 VOL.9 （8月7日（レンタル） / 9月10日（セル）、クリスタル映像）他出演:花村いづみ、羽川佳美、永須美穂、森下めぐみ、仁村幸代
- 「熟女ナンパ」中出し10人 4時間 18 （8月18日、グラフィティジャパン）他出演:花村いづみ、橘実加 ほか
- もう主人が帰ってきますから… （8月25日、マドンナ）
- 出張エステ嬢無許可撮影 フル勃起チ○ポ見せつけ現ナマ交渉でオチるのか!? 7 （8月26日、H2 PROJECT）他出演:沙希 ほか
- 続 出張マッサージエステシャンにボッキしたチ○コ見せたらマジやらしてくれる!? 7 （9月10日、メディアバンク）オムニバス作品
- 初めての浮気現場 3 （9月11日（レンタル） / 10月8日（セル）、クリスタル映像）他出演:美里このみ、矢吹涼華、川口凛子、香野良枝、秋富涼子
- 痴漢されても拒めない手をつないだ母娘を感じさせろ!! 3 （10月7日、ナチュラルハイ）他出演:艶堂しほり、三津谷真希 ほか
- 帰ってきた!! ハメちゃうのは誰だ リターンズ 1 （10月7日、ヒビノ）他出演:有村千佳 ほか
- 高級人妻の交尾 （10月7日、ジュエル） ※「小宮さゆり」名義
- 業界で話題の美人すぎる熟女は息子の中出しオナホール （10月19日、ジェントルマン/妄想族）
- 素人生ハメ! 人妻ナンパ中出し 性感オイルマッサージ愛好会 （11月10日、ホットエンターテイメント）他出演:黒木唯香 ほか ※「美和」名義
- 近親相姦 母と息子の肉欲交尾 （11月11日、センタービレッジ）
- 鬼責め 隷属美人妻 拘束編 （11月11日、唾鬼）※「牧野志穂」名義
- 塾送りのセレブお受験ママを中出しナンパ （11月12日、メディアバンク）他出演:黒木唯香 ほか
- 四十路マダム 27 （11月13日（レンタル） / 12月3日（セル）、クリスタル映像）他出演:来島仁美、古瀬美奈代、矢野栞、松崎あやめ、松永秋子
- 奥さんなら旦那のチ○ポ当ててみろ!! （11月13日、H2 PROJECT）他出演:黒木唯香 ほか
- 熟ドライブ 07 （11月18日、プレステージ）
- G級美女狩り （11月19日、メガハーツ）※「山口素子」名義
- Dejavu （11月25日、デジタルアーク）共演:吉岡奈々子
- 米○涼子激似超美女!! （12月6日、メガハーツ）※「安藤沙耶」名義
- 最後まで抵抗しながらもアナルをいじられ愛液をたらす貞淑妻 （12月7日、ナチュラルハイ）オムニバス作品
- 隣の若妻 「ダメ!こんな所で… 夫が帰ってきちゃう!」 （12月7日、ヒビノ）他出演:北川瞳、姫村ナミ、西山瑞穂、来栖あさみ
- たびじ 上司と部下 （12月16日、タカラ映像）
- はした金で中出しさせる 人妻（裏）バイト （12月16日、H2 PROJECT）オムニバス作品

- 噂の美熟女の下品なデカ尻とドロドロま○こで顔面騎乗されたい （1月1日、ジェントルマン/妄想族）他出演:滝川絵理子、河合律子 ほか
- 美熟女和装 〜友達の母の艶やかな和服姿〜 （1月7日、マドンナ）
- hi★touch Vol.8 「真夜中のOLたち」 -暗闇のオフィスラブ- （1月8日、C&H）オムニバス作品
- 銀座人妻専門マッサージ治療院 3 （1月20日、ピーターズ）オムニバス作品
- やめて… そんな事されたらお母さん… （2月1日、ABC/妄想族）
- 業界で話題の美人過ぎる熟女は催眠と淫語で肉便器になる! （2月1日、ジェントルマン/妄想族）
- 人妻 奴隷契約 （2月5日、ワープエンタテインメント）
- 中出しされた美熟女妻 （2月13日、溜池ゴロー）
- ひとりみの叔母さん （2月17日、タカラ映像）
- 欲求不満妻の爆音フェラチオ （2月18日、虎堂）他出演:結城みさ、篠原奈美、倉木あゆみ、香坂めぐ
- 橋田貴光のAV女優ガチ撮り 3 野外露出つば（汁）ベロ舐め淫乱ドM女 （2月21日、メディア総販ソレイル）
- 湯けむりに抱かれて 〜人妻旅情交尾〜 （2月25日、EROTICA）
- Dejavu （2月25日、デジタルアーク）
- うぶな女の目の前で痴漢をみせつけて発情させろ!! 4 （3月5日、ナチュラルハイ）他出演:春咲あずみ、井川ゆい、大沢のぞみ ほか
- 近親相姦 汗っかき母さんのびしょ濡れ交尾 （3月10日、センタービレッジ）
- いま、ナマイキ言ったのは、このクチか ドM美女奴隷・強制フェラ一撃顔射 （3月15日、ワープエンタテインメント）他出演:亜希菜、仁科百華、まりか、ましろ杏、松すみれ、内田真由、葉月しおり
- 女医in… ［脅迫スイートルーム］ Doctor Satsuki（36） （3月15日、ドリームチケット）
- 崩壊学級 （3月17日、タカラ映像）
- センズリを見たがる淫らな美熟女 vol.5 （3月18日、虎堂）他出演:香坂めぐ、皆澤奏美、結城みさ、篠原奈美
- 友人の母親（3月19日、ヴィーナス）
- 近親相姦風呂 6 （4月15日、H2 PROJECT）オムニバス作品
- 近親相姦 美尻母の誘惑 （4月21日、センタービレッジ）
- ピンクの肌はスケベ色 泥酔女とヤッた夜 （4月25日、ながえスタイル）他出演:羽月希、橘美穂、結城みさ
- Gyu! 真正中出しラブリーデート 美熟女不倫編 （4月30日、モブスターズ）
- 僕とお母さんの優しい性教育 （5月1日、ABC）
- 酔いどれ美熟女はよい奴隷 （5月1日、ジェントルマン/妄想族）
- 近親相姦 ノーパン義母 （5月1日、ヴィーナス）
- 綺麗なお母さんの化粧しているトコ（5月2日、イーエックス）他出演:香野良枝、伊織涼子、生田沙織、波多野結衣、羽月希、青山祥子、雨宮真貴、小出遥、音原恭子、西城玲華、風見なな
- 味わいスローフェラ 2 （5月2日、OFFICE K'S）他出演:中村綾乃、柳田やよい、内田美奈子、香山蘭、折原みさと
- 温泉ソープに堕ちた妻 （5月5日、タカラ映像）
- セックスレスの人妻たち File #06（5月19日、グラフィティジャパン）他出演:黒木唯香、結城みさ、藤木未央、里谷あい、荒木瞳
- 借金夫婦 妻を他人に抱かせました。 （5月25日、ながえスタイル）他出演:石田れいな
- 手を使わないフェラチオ 8（6月3日、OFFICE K'S）他出演:朝倉ことみ、鈴木ありす、榊なち、月野琴美、雨宮琴音、瀬名あゆむ
- 欲求不満の人妻に勃起チンポを見せるとどうなる!? 2（6月3日、OFFICE K'S）
- 久々の若い男の匂いに性欲をかき立てられ、発情してしまった美熟女は…（6月10日、DOC）他出演:北原夏美、黒木唯香
- ［熟］露出デート 01 〜たった1人きりの修学旅行〜（6月20日、レイディックス）
- 1週間洗ってない仮性包茎の激臭! チンカス汚フェラ（6月20日、レイディックス）他出演:前田碧、河愛杏里、黒川涼、早乙女さくら、大塚みく
- 美熟母の快楽（6月29日、センタービレッジ）共演:高沢沙耶
- 人妻不倫凌辱旅行（7月13日、MOODYZ）
- 禁断介護 〜夫の主張中に、義父老人のマラの虜になり、身悶える献身嫁〜（7月21日、グローリークエスト）
- たびじ 東京のさつき叔母さん（7月21日、タカラ映像）
- 高額バイトに集まってきた素人娘 vol.04（7月21日、最強）他出演:ありさ、桜りお、坂野由梨、芹奈ゆき、金沢里美、宮瀬リコ、RUMIKA、早瀬麻衣、愛川まな、北原夏美、水元鈴乃、浅之美波、里崎あかね ほか
- それでも貴方に愛されたいから… 〜しつけという名の復讐を身体に刻まれた不倫妻〜（8月1日、Fitch）
- 狙われた家庭教師の妻（8月4日、タカラ映像）
- 手を出してはいけない女の無防備パンチラに勃起 気付いた彼女はこっそりとチ○ポを握りしめてきた（8月6日、SWITCH）他出演:瀬名あゆむ、早坂このみ、澤北優香
- 人妻監禁暴行! 近親相姦レイプ（8月10日、グローバルメディアエンタテインメント）
- 近親相姦 痴女母さつきの息子食い（8月11日、センタービレッジ）
- 禁断近親介護 義父と息子と交尾する美人妻 2（8月15日、ジャネス）
- セックスは熟女のほうがウマいに決まってる。（8月19日、乱丸）
- 発情美人妻 変態受精（9月1日、グレイズ）※「田島綾子」名義
- 中坊時代の担任を、同窓会だと偽って、犯しまくった教え子達。（9月1日、タカラ映像）
- 夫の前で犯されて… 2（9月5日、ジャネス）
- 不倫旅行 俺は今日さつきに中出しをしようと思っている。（9月7日、マドンナ）
- 両親の病室セックスが終わるまで カーテンの外で待たされている○学生に中をのぞかせたら 刺激が強すぎてお漏らししちゃった!（9月8日、ナチュラルハイ）共演:水玉レモン 他出演:みなともも、初美ありす
- 黒人巨大マラ VS 桐岡さつき 美熟女崩壊!中出しインフェルノ!!（9月10日、グローバルメディアエンタテインメント）
- お掃除おばさん（9月13日、溜池ゴロー）
- 四つん這いで竿を後ろに倒されアナルから雁先まで舐めしゃぶり その3（9月25日、アロマ企画）他出演:小嶋実花、和久井もも、園田ユリア、門田まつり、瀬戸りょう、平山薫
- 近親相姦 お母さんの美尻（10月1日、ワンズファクトリー）
- 幻母 禁断母子スワップ 仲良しご近所エロママの過激性教育講座（10月1日、ヴィーナス）共演:結城みさ
- 旦那と子供を見送った後の昼下がりの主婦（10月6日、SODクリエイト）共演:中園貴代美 ほか
- どろどろ近親相姦 知ってはいけなかった妹の小さな膣（10月7日、桃太郎映像出版）他出演:村上涼子、ありさ
- 淫熟マンション 405号室の妻 臭狂い（10月13日、アロマ企画）
- 転んでもタダでは起きぬ! ポジティブ女の粘り強い肉体とセックス（10月25日、サイドビー）他出演:早坂このみ
- 僕とママの温泉旅行（11月1日、エマニエル）
- 大ヒット御礼!! 業界で話題の美人過ぎる熟女のデビューから、喜んで中出し肉便器になっちゃうまでスペシャル（11月1日、ジェントルマン/妄想族）
- 息子に気づかれずにこっそりとお口で…（11月4日、イーエックス）他出演:松浦ユキ、菊川麻里、山本美和子、希咲あや、荒木瞳、羽月希、押尾伸子、富永ひろ美
- 近親相姦 6 禁断の欲望（11月11日、LEO）他出演:みづなれい、このは
- 桐岡さつきでございます。（11月17日、タカラ映像）※総集編
- 競泳水着バイブぶっ込み腰クネオナニー（11月18日、淫熟）他出演:みずほゆき、上町しずく、有奈めぐみ、つるのゆう
- ママと一緒にお風呂に入ろう（11月18日、イーエックス）他出演:細川まり、石川さとこ、甲斐ミハル、岩淵香奈枝、北園梓、希咲あや、雨宮真貴、西城玲華、仁科さゆり、中園貴代美
- ソウルの愛 韓流イケメンと日本女性の旅ロマンス（11月23日、ルビー）
- 熟女たちの世界一濃厚でいやらしい接吻とSEX（11月25日、サイドビー）他出演:白鳥るり、五十嵐しのぶ、艶堂しほり
- 熟女宿 〜帰ってきた新女将と温泉盗撮大騒動〜（11月25日、マドンナ）共演:伊織涼子、加山なつこ、北原夏美
- ばついち 9 ご無沙汰ま●こはすぐ開く（11月26日（レンタル）/12月16日（セル）、クリスタル映像）他出演:藤沢芳恵、水野洋子、仲間麗奈、近藤すみか
- 発作（12月1日、タカラ映像）
- 義母相姦 新しい母はド級のエロイスト（12月1日、ヴィーナス）
- 本当にイッてる指オナニー 10（12月2日、OFFICE K'S）他出演:早乙女らぶ、桐谷あや、木下もも、芦名ゆき、南ちえり、音羽レオン
- Uターン転職に失敗した失業者が、旧家で優雅に暮らす人妻に逆恨みしてレイプ!!（12月10日、グローバルメディアエンタテインメント）共演:翔田千里、瞳りん
- 手を使わない口だけフェラ（12月13日、マルクス兄弟）他出演:北川瞳、一ノ瀬アメリ、並木つかさ、桃葉、町田みなみ、永井みき、北条麻妃、蓮美クレア、小嶋ジュンナ
- 近親相姦 童貞の僕をしつこく挑発してくる母さん（露出狂）に中出しした時の話。（12月15日、センタービレッジ）
- お母さんに甘えっぱなし 幼児プレイ 3（12月16日、イーエックス）他出演:立花みずき、本宮リカコ、山本美和子、山口智美、荒木瞳、希咲あや、中園貴代美、本多かなめ、愛菜
- スケベな人妻にセンズリ見せたら犯された!（12月16日、淫熟）他出演:細川まり、西城玲華、来栖ひなた
- オナコレ×パンスト×密室デート Vol.8（12月19日、アイ映像/妄想族）
- 年末は大家族SP 『2段ベッドが揺れるほど感じる姉の喘ぎ声を聞いて発情しだす妹』『川の字で寝ていた姉が我慢できずに漏らす喘ぎ声を聞いて発情しだす妹』『車中泊する車内を揺らして絶頂する姉の喘ぎ声を聞いて 発情しだす妹』 撮り下ろし3作品同時収録（12月22日、ナチュラルハイ）他出演:愛音まひろ、石川流花、星川なつ、大島なつ、仁科百華、七咲楓花 ※『2段ベッドが揺れるほど感じる姉の喘ぎ声を聞いて発情しだす妹』に出演

- SEXのハードルが異常に低い世界（1月7日、ディープス）他出演:大堀香奈、羽月希、菅野由紀、桃井りん ほか
- お尻、すっごい!（1月30日、MARRION）
- 夫と息子と3P相姦する美尻パイパン妻を監禁陵辱!! 〜幸せな人妻に襲い掛かる色欲魔たちの肉棒!家族の眼前で徹底中出し輪姦調教!（2月1日、エマニエル）
- 「もう目が離せない!フニャチンから勃起するまでの一部始終を見てしまった看護師に言葉はいらない!」 VOL.2（2月9日、DANDY）他出演:加藤なお、杏子ゆう、香坂玲依寧 ほか
- The SEX 15（2月10日、LEO）他出演:西尾かおり
- 飽くなきM男の欲望 暴発バカ一代（2月10日、未来 フューチャー）他出演:雨宮琴音、星崎アンリ、若菜あゆみ
- 見つめられながらの上品な卑猥語（3月1日、FETISH BOX/妄想族）
- 熟女の営むエステサロン 4（3月2日、クリスタル映像）他出演:黒木唯香、末永汐莉、湯川美智子
- お母さん入ってるトコロ見えるでしょ（3月2日、イーエックス）他出演:波多野結衣、羽月希、希咲あや、雨宮真貴、本多かなめ、山口智美、保坂友利子、小出遥、楢崎かほり ほか
- 肉食パイパンマダム（3月5日、ジャネス）
- 若いそり立つチ●ポを我慢できない美熟女たち 4（3月5日、ジャネス）他出演:星野ひとみ、桐原あずさ、小峰ひなた
- 飼育された二人の母親 〜一子二母凌辱相姦〜（3月7日、マドンナ）共演:翔田千里
- たびじ プロゴルファーさつき（3月16日、タカラ映像）
- お母さんの舌に出していいよ（3月16日、イーエックス）他出演:新尾きり子、飯倉美奈子、春日もも、荒木瞳、羽川佳美、小出遥、楢崎かほり、仁科さゆり、宮瀬リコ ほか
- 僕の義母さんは… 童貞包茎、臭チン、デカマラ狂い!（4月15日、ソルト・ペッパー）
- 超接写!!熟マンコvol.1 パイパン編（4月25日、AVS collector's）
- 美人すぎる貞淑妻 〜初めて知った快楽と絶頂（4月27日、Mellow Moon）
- 息子のおしっこを手伝う母… 2（5月4日、イーエックス）他出演:結城みさ、藤原絵理香、翔田千里、美里このみ、仁科さゆり、相楽葵、白鳥寿美礼、本真ゆり、井川ゆい ほか
- 人妻極秘裏バイト 自宅で回春マッサージ（5月4日、赫夜姫映像）他出演:有奈めぐみ、細川まり、結城みさ、中森玲子、松下美香
- 義父を愛してしまった人妻（5月11日、マダムス）
- 美人妻を両手拘束して強制フェラチオ（5月15日、ジャネス）他出演:蒼乃幸恵、本庄瞳、観月由奈、朝霧一花
- 美麗顔騎妻（5月21日、虎丸フェッチ）
- マ○コいじられ辱め強制手コキさせられた美人妻（5月25日、ジャネス）他出演:蒼乃幸恵、 本庄瞳 朝霧一花 観月由奈
- 闇の事件簿・近親相姦集団レイプ… 汚れた血脈の一族（6月10日、グローバルメディアエンタテインメント）共演:北条麻妃、藤沢芳恵、このみゆうか
- 旦那の前で強制オナニーさせられセンズリ顔射される美人妻（6月25日、ジャネス）他出演:本庄瞳、蒼乃幸恵、朝霧一花、観月由奈
- ワリキリ発情妻 vol.2 私、本当は大好きなんです、だから早く。（6月30日、MGM）他出演:岩佐あゆみ、立花穂香
- 美人妻ディルド突っ込みオナニー（7月5日、ジャネス）他出演:観月由奈、朝霧一花、蒼乃幸恵、本庄瞳
- 淫乱すぎる親戚の叔母（7月13日、マダムス）
- 亀頭、尿道、金○ 責めながら手コキをする美人妻たち（7月25日、ジャネス）他出演:観月由奈、本庄瞳、朝霧一花、蒼乃幸恵
- 淫語中出しソープ 28（7月25日、AVS Collector's）
- 快悶 連続射精オーガズム（8月1日、FETISH BOX/妄想族）他出演:門田まつり、雨宮琴音、伍代麗子
- 人妻交差点 「私がミートソースを好きな理由」（8月1日、ヴィーナス）
- 妄想セレブマダムの淫語（8月5日、ジャネス）
- 淫語de拘束淫行（8月5日、ジャネス）他出演:岩佐あゆみ、くるめまゆ、伍代麗子
- ねっとり睾丸舐めとネッチリ手淫で逝き果てるM男（8月5日、未来 フューチャー）他出演:大槻ひびき、東尾真子、和希美波
- まぁだだよ 悪戯な女たちの焦らし寸止め（8月15日、未来 フューチャー）他出演:川上ゆう、榊なち、くるめまゆ
- おばあちゃんとお母さんとお父さんと僕 大近親相姦 近所で噂の美人淫乱嫁姑（8月16日、センタービレッジ）共演:岩崎千鶴
- セルフ緊縛なパイパン痴女（8月19日、FETISH BOX/妄想族）
- 母子交尾 【赤城路】（8月23日、ルビー）
- 中出し近親相姦 お義父様やめて下さい 義理の父に中出しされる息子の嫁（8月25日、ビッグモーカル）他出演:北条麻妃、町村小夜子
- 夫の前で拘束 凌辱レイプ生中出し（8月25日、ジャネス）他出演:観月由奈、本庄瞳、朝霧一花、蒼乃幸恵
- 美熟女優桐岡さつきに、アポなしガチンコ連続生中出し!! 2時間超えノーカットドキュメント映像! その時、桐岡さつきに何が起こってしまうのか!?（9月1日、エマニエル）
- いとこの叔母さんに狙われちゃったボク（9月6日、タカラ映像）他出演:水野アコ
- お風呂でハプニング!! 友達のお母さんと鉢合わせちゃった!!（9月6日、タカラ映像）他出演:宮下夏帆、高橋美緒、水野アコ
- 【盗撮】夏祭りの日 母子相姦特集（9月7日、ヤブサメ）他出演:翔田千里、高橋美緒、水野アコ
- イヤよイヤよも好きのうち センズリを凝視する若妻たち（9月7日、ドッグアイ）他出演:宮下夏帆、葉月奈穂、牧瀬みのり、高橋美緒、大嶋しのぶ、原望美、翔田千里 ほか
- 美人妻の近親3P騎乗位（9月15日、ジャネス）他出演:本庄瞳、朝霧一花、観月由奈、蒼乃幸恵
- 僕の課長を抱かせてやるから、キミの部長をヤラせてくれ。（10月18日、タカラ映像）共演:羽賀そら美
- 美熟女プレミアム 桐岡さつきベスト 4時間（11月15日、AMORE）※総集編
- 友達の母親は僕の尻奴隷（11月16日タカラ映像）
- スケベ熟女 欲求不満妻と相互オナニー。（11月16日、熟オナ専科）他出演:有村千佳、杏子ゆう、西野エリカ、水澤まお
- 近親相姦盗撮 義母と息子の相互オナニー鑑賞（11月19日、ファイズ/妄想族）他出演:杉原えり、大堀香奈、西野エリカ
- 美熟女野獣FUCK 完全撮り下ろし 3時間（11月25日、ビッグモーカル）他出演:北条麻妃、山口翠、中森玲子、町村小夜子、伊沢涼子
- 桐岡さつき、AV引退! 〜私が最後に、本当にしたかったエロス…「凌辱して!子宮の奥まで膣内射精して!そして私を壊して!!」〜（12月1日、エマニエル）※引退作
- 淫乱 美熟女 乳首オナニー（12月7日、熟オナ専科）他出演:杉原えり、大堀香奈、西野エリカ
- 非日常的悶絶遊戯 第百六十八章 プールに落ちてお隣のご主人に助けられる奥様、さつきの場合（12月13日、AVS Collector's）
- 見つめられながらの上品な卑猥語 DX（12月19日、FETISH BOX/妄想族）他出演:白河雪乃、若林美保、星野ひとみ、東尾真子

- 桐岡さつき BEST 4時間 THE FREE BITCH IS BACK（1月1日、FETISH BOX/妄想族）※単体ベスト
- 美熟痴女たちの性なる宴 〜貴方の男体を気持ちよ〜く貪り尽くしてア・ゲ・ル、そして私の膣内にイッパイ射精・し・て…（1月1日、エマニエル）他出演:中森玲子、東條美由紀
- 美熟女汚辱! 〜女体熟肉ぶっかけ精液まみれ姦淫地獄!!（1月1日、エマニエル）他出演:加納瞳、本庄瞳、佐々木千香、希内りな、沼田紗枝、山見ゆな、黒木唯香
- 完全版 桐岡さつきでござひます。 8時間（1月3日、タカラ映像）※総集編
- 禁断近親介護 義父と息子と交尾する美人妻 DX 4時間（1月5日、ジャネス）他出演:観月由奈、朝霧一花、蒼乃幸恵、本庄瞳
- ドスケベな言葉を吐き出しながらイキまくる淫語オナニー（1月5日、ジャネス）他出演:水嶋あずみ、泉麻那、北川みなみ、希咲あや、榊なち、小峰ひなた、桐原あずさ
- 美人妻たちのセンズリ鑑賞 2（1月5日、赫夜姫映像）他出演:松下美香、浦友佳、杉原えり
- （秘）人妻裏バイト 風俗の新人面接（1月7日、ファイズ）他出演:平山こずえ、浦友佳、西野エリカ
- 日常的猥褻セクハラ劇場 第二章（1月13日、AVS Collector'ｓ）
- S級熟女コンプリートファイル 桐岡さつき 4時間（1月19日、ヴィーナス）※総集編
- パイパン美熟女にイカされる 桐岡さつき BEST 4時間（1月20日、ジャネス）※総集編
- 寮母の童貞筆下ろし 〜未亡人ママさつき〜（2月20日、スターパラダイス）
- 非日常的クネクネ映像コレクション 4 完全未公開映像スペシャル 2（2月25日、AVS Collector’S）他出演:愛乃ゆな、宮村恋、紫彩乃、星野あかり、村上涼子、立木ゆりあ、浅見友紀、美山蘭子、小嶋ジュンナ、小野麻里亜、山本美和子、蜜美あい、沢田珠里、石川しずか
- 淫語とフェラ 最高級なリップサービス（3月5日、ジャネス）他出演:水沢真樹、水嶋あずみ、希咲あや、榊なち、桐原あずさ
- 人妻おまんこ指オナニー 締まった濡れマ○コがヌチャヌチャして刺激するとイキ出す人妻 2（3月15日、赫夜姫映像）他出演:加藤ツバキ、松下美香、ありさ、波多野結衣、平山こずえ、水樹あやか、琥珀うた、筒井まりか、吉野艶子
- 続 昼さがりの団地妻 淫らな匂い… 3（3月16日、ステージメディア）他出演:田辺美久 ほか
- むっちり美熟女が見せる とってもいやらしい極上SEX 4時間スペシャル（4月25日、サイドビー）他出演:はるか悠、艶堂しほり、桐原あずさ
- 万引き癖の懲りない女たち（7月1日、FAプロ）他出演:つぼみ、秋本かなえ
- 性欲処理用の妻（7月12日、なでしこ）
- 私、肉便女なんです! 「そこの殿方、私の熟れたオマンコで一発膣内射精してみませんか!?」（8月1日、エマニエル）他出演:円城ひとみ、久保麗子
- 癒しの淫語手コキ抜き（8月5日、ジャネス）他出演:桐原あずさ、泉麻那、波多野結衣、若林美保、横山みれい、北川みなみ、藤咲セイラ
- S級熟女 桐岡さつきスペシャル 8時間（9月5日、ジャネス）※総集編
- 熟熱大陸 伝説のパイパン美熟女・桐岡さつきの生々しく淫らに悶え喘ぐ姿をカメラは追いかけた!（12月1日、マニエル）※総集編

- 痴女QUEEN 桐岡さつき BEST 4時間（4月5日、ジャネス）※総集編
- ノーパンで僕を誘惑する隣の奥さん（11月25日、マドンナ）
- 彼女の母（12月18日、センタービレッジ）
- 年下男が群がる未亡人（12月25日、マドンナ）

- 母は息子と一緒にイキたがる!（1月1日、ヴィーナス）
- あの時のおばさん（1月22日、タカラ映像）
- ディープキスに堕ちた有閑夫人 6 見下していた使用人の舌先に心奪われ生中出しを許してしまう寂しがり無毛敏感セレブ妻（1月25日、セレブの友）
- 妖艶なセレブ美女 桐岡さつき 4時間（2月13日、痴ロモン/妄想族）※総集編
- 丸ごと! 桐岡さつき 8時間 〜マドンナ出演全27本番コンプリートBEST〜（6月25日、マドンナ）※総集編

- 復活 桐岡さつき Madonna専属デビュー 10年間の空白を埋める性欲剥き出し中出しSEX（2月11日、MONROE）
- 桐岡さつき 奇跡のカムバック!! 第2弾は王道中出しドラマ!! 母と僕の妊活中出し性交 ―他人だと知った僕たちは夢中で種付けに溺れた―（3月11日、MONROE）
- 憧れの叔母に媚薬を盛り続けて10日後、ガンギマリ中出しハメ放題のアヘアヘ肉便器になった…。 桐岡さつき（4月8日、MONROE）
- 最愛の娘の彼氏と、 大痙攣エビ反り性交に溺れた私。 桐岡さつき（5月13日、MONROE）
- 家族皆が巣立った実家で、 母と過ごす近親相姦の日々―。 桐岡さつき（6月10日、MONROE）
- 帰省したら、祖父と母がデキていた。 あの日、見てしまった出来事が僕を生涯≪熟女好き≫に変えた―。 桐岡さつき（7月8日、MONROE）
- PTA中出し不倫 家庭で空気扱いだった私が見つけた新しい居場所 桐岡さつき（8月12日、MONROE）

### ネット配信
- かおり（8月14日、e-エステ）

- さつき（4月28日、また週明け、妻は浮気します）
- さつき（6月2日、リリス）

- あやこ（2月11日、また週明け、妻は浮気します）

- さつき（8月2日、P-WIFE）
- さつき（10月24日、人妻パラダイス）

- さつき（5月31日、鉄人2号さん）
- さつき（8月26日、P-WIFE）

- さつき 2（5月31日、鉄人2号さん）

- 【お得】今日は熟女としっぽりハメ撮り。相手はショートヘアが似合うさつきさん。パイパンマ○コの彼女と騎乗位合体、腰を振り続ける彼女に下から突いてイカす。挿入丸見え正常位でまたイカセ、対面座位で腰を振る。最後は顔にかけてという彼女にたっぷり発射。（5月17日、アリスJAPAN）

- 気が強そうな美人妻はエロ～い下着で男達とまぐわうドスケベ女でありましたぁ～!（11月2日、カムカムぴゅっ!）

- 【お得】美熟女人妻×不倫といえば、温泉宿でセックス!部屋で盗撮&ハメ撮り。淫乱熟女は2人の男と連続セックス。1人目男は体にぶっかけ、2人目不倫相手とは濃厚ハメ撮り。ピストン&クリ弄り、指マン潮吹き。パイパンマ○コ突きまくって最後は顔射!（2月19日、アリスJAPAN）

- さつき（7月6日、A子さん）

### イメージビデオ
- 妻美喰い（2012年2月28日、オルスタックピクチャーズ）

### デジタル写真集
- 熟女の開き 第一章 桐岡さつき（2010年10月13日、渡部製作所）
- 熟女の開き 第二章 桐岡さつき（2010年10月20日、渡部製作所）
- 熟女の開き 第三章 桐岡さつき（2011年7月11日、渡部製作所）
- 感じる人妻 Vol.1 桐岡さつき（2014年2月5日、TAO）
- 感じる人妻 Vol.2 桐岡さつき（2014年2月12日、TAO）
- 妻美喰い 桐岡さつき Vol.1（2014年2月14日、TAO）
- 妻美喰い 桐岡さつき Vol.2（2014年2月14日、TAO）
- 妻美喰い 桐岡さつき Vol.3（2014年2月14日、TAO）
- 妻美喰い 桐岡さつき Vol.4（2014年2月14日、TAO）
- 感じる人妻 Vol.3 桐岡さつき（2014年2月19日、TAO）
- 感じる人妻 Vol.4 桐岡さつき（2014年2月26日、TAO）
- 本日のおかず 美人すぎる貞淑妻 初めて知った快楽と絶頂（2015年1月21日、DEC）
- 母子交尾 【赤城路】（2017年2月28日、ルビー）
- どろどろ近親愛 母と息子 桐岡さつき 写真集（2020年6月2日、ピンク倶楽部）
- 【ながえSTYLE 淫靡懐古ストーリー写真集】 エロすぎる泥酔女 酔いどれクラブママ 桐岡さつき（2021年4月30日、YAMABUKI）

## 出演

### テレビ
- 秘密のラビリンス 〜大人夜会〜（2011年12月2日/2012年1月6日/2月4日、BSスカパー!）